# 郭翻
郭翻（?—?），字长翔，一字道翔，东晋武昌郡（今湖北省鄂州市）人。安城郡太守郭察之子，劉宋隱士郭希林的曾祖父。
郭翻立志有德操，推辞州郡征辟及贤良之举，隐居临川。不交结权贵，以渔钓射猎自娱。想要垦荒耕田，先立表题，过了一年无主认领，然后才耕作。稻子将熟，有人说是自己的田地，就给他了。又用车送病人，为士庶所敬。郭翻注重操守，讲求义气。一次不慎，所带之刀落入水中，有人为他取出后，他便要把刀赠给此人。路人不取，他将刀再沉入原先坠落处水中。司空庾亮荐征他为博士，不能屈其志。咸康末年，回武昌扫墓，安西将军庾翼亲访，还是不就任。在家中去世。

## 延伸阅读
[在维基数据编辑]
 《晉書·卷094》，出自房玄齡《晉書》